# Gmina zbiorowa
Gmina zbiorowa – rodzaj gminy wiejskiej lub miejsko-wiejskiej, składającej się nominalnie z kilku miejscowości (czyli zbioru miejscowości), w przeciwieństwie do gminy jednostkowej, składającej się nominalnie z jednej miejscowości.
W praktyce pojęcie gminy zbiorowej odnosi się ściślej do typu gminy obowiązującego na danym obszarze geograficzno-administracyjnym w pewnym okresie historycznym, niż do faktycznej konstytucji gminy. Znaczy to, że niektóre gminy zbiorowe (zazwyczaj te najludniejsze) mogły składać się z jednej miejscowości, a niektóre gminy jednostkowe mogły obejmować po kilka miejscowości (zazwyczaj bardzo małych).

## Polska
W Polsce gminy zbiorowe i jednostkowe występowały wymiennie na różnych obszarach (zazwyczaj pozaborowych) w różnych okresach.
Pod zaborem rosyjskim, gminy zbiorowe funkcjonowały od XIX wieku. Były one jednak stosunkowo małe. W Królestwie Polskim (czyli późniejsze tzw. województwa centralne) wraz z reformą gubernialno-powiatową przeprowadzono nowy podział na gminy
wiejskie w ramach guberni i powiatów, kiedy to mniej więcej z dwóch dotychczasowych gmin powołano jedną nową gminę. Zmiany zostały ogłoszone z końcem 1866 roku (19/31 grudnia), po czym weszły one w życie 1 stycznia?/13 stycznia 1867; powstało wówczas 1331 gmin zbiorowych. W kolejnych latach wprowadzano różne zmiany lub korekty, jednak podstawowa struktura gminna na tym obszarze przetrwała aż do jesieni 1954 roku. Po odzyskaniu przez Polskę niepodległości, 13 grudnia 1918, na terenie byłego Królestwa Polskiego utworzono rady gminne dla gmin zbiorowych. Wewnętrzna struktura gmin nie była uregulowana, a gminy dzieliły się w zasadzie na jednostki topograficzne (wsie, przysiółki, kolonie, folwarki, zaścianki, osady młyńskie, osady fabryczne, osady kolejowe, leśniczówki, gajówki itd.). W 1933 roku wprowadzono podział gmin zbiorowych na gromady (a więc jednostki analogiczne do współczesnego sołectwa). Jedynie gminy zbiorowe składające sie z jednej miejscowości nie zostały podzielone na gromady.
Pod zaborem pruskim i austriackim funkcjonowały gminy jednostkowe oraz obszary dworskie o oddzielnej administracji, które często nosiły nazwy sąsiednich gmin jednostkowych. Wraz z reformą administracyjną kraju na przełomie 1933/34 w województwach tych wprowadzono podział na gminy zbiorowe, a dotychczasowe gminy jednostkowe w praktyce przekształcono na gromady. Jedynie województwo śląskie zachowało podział na gminy jednostkowe do 1945 roku, kiedy to przeszło przez analogiczny proces.
Gminy zbiorowe zlikwidowano jesienią 1954, kiedy nowy format podziału administracyjnego kraju wprowadził (nowe) gromady z gromadzkimi radami narodowymi (GRN) jako organami władzy najniższego stopnia na wsi. Na uwagę zasługuje, że nowe gromady były znacznie większe od dawnych gromad (składowych gmin), mogły obejmować nawet po kilkanaście starych gromad, natomiast nowe gromady były dużo mniejsze od dotychczasowych gmin zbiorowych.
Gminy (zbiorowe) przywrócono ponownie wraz z reformą 1 stycznia 1973, która zlikwidowała gromady i osiedla. Wprowadzono wówczas podział na 2366 gmin w miejsce 4315 zniesionych gromad. Gminy podzielono na sołectwa.

## Niemcy
W Niemczech, pojęcie gminy zbiorowej (niem. Samtgemeinde, dlnniem. Samtgemeen) występuje w organizacji gmin Dolnej Saksonii, np. gmina zbiorowa Elbmarsch.
Dawną formą (do 1945) gminy zbiorowej w Prusach był Amtsbezirk.